# Grand Prix automobile de Hongrie 1992
GP précédent GP suivant
Le Grand Prix automobile de Hongrie 1992 (Marlboro Magyar Nagydij), disputé sur le Hungaroring situé dans le village de Mogyoród près de Budapest en Hongrie le 16 août 1992, est la septième édition du Grand Prix, la 527e épreuve du championnat du monde de Formule 1 courue depuis 1950 et la onzième manche du championnat 1992.

## Classement
| Pos. | No | Pilote             | Écurie               | Tours | Temps/Abandon                      | Grille | Points |
| ---- | -- | ------------------ | -------------------- | ----- | ---------------------------------- | ------ | ------ |
| 1    | 1  | Ayrton Senna       | McLaren-Honda        | 77    | 1 h 46 min 19 s 216 (172,424 km/h) | 3      | 10     |
| 2    | 5  | Nigel Mansell      | Williams-Renault     | 77    | + 40 s 139                         | 2      | 6      |
| 3    | 2  | Gerhard Berger     | McLaren-Honda        | 77    | + 50 s 782                         | 5      | 4      |
| 4    | 11 | Mika Häkkinen      | Lotus-Ford           | 77    | + 54 s 313                         | 16     | 3      |
| 5    | 20 | Martin Brundle     | Benetton-Ford        | 77    | + 57 s 498                         | 6      | 2      |
| 6    | 28 | Ivan Capelli       | Ferrari              | 76    | + 1 tour                           | 10     | 1      |
| 7    | 9  | Michele Alboreto   | Footwork-Mugen-Honda | 75    | + 2 tours                          | 7      |        |
| 8    | 4  | Andrea De Cesaris  | Tyrrell-Ilmor        | 75    | + 2 tours                          | 19     |        |
| 9    | 17 | Paul Belmondo      | March-Ilmor          | 74    | + 3 tours                          | 17     |        |
| 10   | 33 | Mauricio Gugelmin  | Jordan-Yamaha        | 73    | + 4 tours                          | 21     |        |
| 11   | 8  | Damon Hill         | Brabham-Judd         | 73    | + 4 tours                          | 25     |        |
| Abd. | 19 | Michael Schumacher | Benetton-Ford        | 63    | Sortie de piste                    | 4      |        |
| Abd. | 6  | Riccardo Patrese   | Williams-Renault     | 55    | Moteur                             | 1      |        |
| Abd. | 22 | Pierluigi Martini  | BMS Dallara-Ferrari  | 40    | Boîte de vitesses                  | 26     |        |
| Abd. | 30 | Ukyo Katayama      | Venturi-Lamborghini  | 35    | Moteur                             | 20     |        |
| Abd. | 27 | Jean Alesi         | Ferrari              | 14    | Sortie de piste                    | 9      |        |
| Abd. | 29 | Bertrand Gachot    | Venturi-Lamborghini  | 13    | Collision                          | 15     |        |
| Abd. | 10 | Aguri Suzuki       | Footwork-Mugen-Honda | 13    | Collision                          | 14     |        |
| Abd. | 3  | Olivier Grouillard | Tyrrell-Ilmor        | 13    | Collision                          | 22     |        |
| Abd. | 16 | Karl Wendlinger    | March-Ilmor          | 13    | Accident                           | 23     |        |
| Abd. | 32 | Stefano Modena     | Jordan-Yamaha        | 13    | Collision                          | 24     |        |
| Abd. | 14 | Eric van de Poele  | Fondmetal-Ford       | 2     | Sortie de piste                    | 18     |        |
| Abd. | 26 | Érik Comas         | Ligier-Renault       | 0     | Collision                          | 11     |        |
| Abd. | 25 | Thierry Boutsen    | Ligier-Renault       | 0     | Collision                          | 8      |        |
| Abd. | 12 | Johnny Herbert     | Lotus-Ford           | 0     | Collision                          | 13     |        |
| Abd. | 15 | Gabriele Tarquini  | Fondmetal-Ford       | 0     | Collision                          | 12     |        |
| Nq.  | 24 | Gianni Morbidelli  | Minardi-Lamborghini  |       | Non qualifié                       |        |        |
| Nq.  | 21 | Jyrki Järvilehto   | BMS Dallara-Ferrari  |       | Non qualifié                       |        |        |
| Nq.  | 23 | Alessandro Zanardi | Minardi-Lamborghini  |       | Non qualifié                       |        |        |
| Nq.  | 34 | Roberto Moreno     | Andrea Moda-Judd     |       | Non qualifié                       |        |        |
| Npq. | 35 | Perry McCarthy     | Andrea Moda-Judd     |       | Non préqualifié                    |        |        |

## Pole position et record du tour
- Pole position : Riccardo Patrese en 1 min 15 s 476 (vitesse moyenne : 189,263 km/h).
- Meilleur tour en course : Nigel Mansell en 1 min 18 s 308 au 63e tour (vitesse moyenne : 182,418 km/h).

## Tours en tête
- Riccardo Patrese : 38 (1-38)
- Ayrton Senna : 39 (39-77)

## Statistiques
- 500e Grand Prix pour Scuderia Ferrari.
- 35e victoire pour Ayrton Senna.
- 97e victoire pour McLaren en tant que constructeur.
- 69e victoire pour Honda en tant que motoriste.
- Nigel Mansell remporte le championnat du monde des pilotes.
- Dernier Grand Prix pour l'écurie Brabham, présente depuis 1962.